# USS LST-822
O USS LST-822 foi um navio de guerra norte-americano da classe LST que operou durante a Segunda Guerra Mundial.